# Читван (национальный парк)
Читван (ранее — Королевский национальный парк Читван) — национальный парк в Непале, объект Всемирного наследия ЮНЕСКО.

## География
Находится в 200 км от столицы Катманду.
Площадь парка составляет 932 км², в основном покрытой джунглями. Частично он расположен в экорегионе Гималайские субтропические широколиственные леса. В парке большое количество живописных рек и небольших озёр. Климат равнинный, более мягкий и тёплый.

## История
До 1973 года парк был излюбленным местом охоты непальских королей. В 1973 году был провозглашён охраняемой зоной, первым из национальных парков Непала. Парк представляет собой одно из немногих мест в мире, где за дикими животными можно наблюдать в их естественной среде обитания. В 1984 году парк был внесён в список объектов ЮНЕСКО.

## Фауна
На территории национального парка насчитывается 68 видов млекопитающих, 544 вида птиц и 126 видов рыб. Широко распространены азиатский слон, индийский носорог, бенгальский тигр, гангский гавиал и др.

## Экскурсии
Парк открыт для посещения туристов. Приезжающие живут здесь как правило в небольших бунгало-хижинах или домиках. Экскурсии по парку осуществляются на слонах или на джипах. Основной туристический центр в окрестностях парка — деревня Саураха.

## Фестиваль слонов
В конце каждого года проходит фестиваль слонов. Самыми интересными событиями фестиваля являются гонки на слонах и матч слоновьих футбольных команд.

## Галерея
- Джунгли парка. Семья аксисов отдыхает на лужайке
- Сафари на слонах
- Сафари на слонах
- Болото в северной части парка
- Проселочные дороги пересекают парк во всех направлениях
- Читван. Носорог в естественной среде обитания